# Kosmos 2340
Kosmos 2340, ruski satelit sustava ranog upozorenja o raketnom napadu, iz programa Kosmos. Vrste je Oko (br. 6066).
Lansiran je 9. travnja 1997. godine u 20:10 s kozmodroma Pljesecka u Rusiji. Lansiran je u visoku orbitu oko planeta Zemlje raketom nosačem Molnija-M 8K78M. Orbita mu je 559 km u perigeju i 39.801 km u apogeju. Orbitna inklinacija mu je 62,94°. Spacetrackov kataloški broj je 24761. COSPARova oznaka je 1997-015-A. Zemlju obilazi u 717,90 minuta. Pri lansiranju bio je mase kg. 
Iz te misije još su tri objekta bila u orbiti, od kojih su se dva vratila u atmosferu - BOZ i 11S510, dok je blok 2BL još u visokoj orbiti.

## Vanjske poveznice
- N2YO.com Search Satellite Database
- Celes Trak SATCAT Format Documentation (engl.)
- Kunstman  Arhivirana inačica izvorne stranice od 12. kolovoza 2019. (Wayback Machine) Satellites in Orbit (engl.)